# Georges et Georges
 Georges et Georges est une comédie d’Éric-Emmanuel Schmitt mise en scène par Steve Suissa et représentée pour la première fois au Théâtre Rive Gauche, du 22 août 2014 jusqu'au 4 janvier 2015, puis en tournée en France, Belgique et Suisse. 

## Résumé
Georges Feydeau et son épouse Marianne n’éprouvent plus beaucoup de plaisir à vivre ensemble. Marianne a perdu le jeune homme amoureux et tendre qui l’avait séduit, Georges, dévoré par les soucis financiers, ne voit plus en sa femme qu’une mégère qui lui demande de l’argent. Criblé de dettes, incapable d’écrire le dernier acte d’une comédie que les acteurs répètent déjà, il est en plus affecté d’une étrange maladie : il rit quand il voudrait pleurer, il pleure quand il voudrait rire. 
Le docteur Galopin va lui proposer de se soigner sur son fauteuil électromagnétique, assez efficace pour les troubles mentaux mais dont un effet secondaire consiste à provoquer des hallucinations subjectives : apparaît pendant quelques heures la personne à laquelle on pensait en s’asseyant sur le fauteuil. Catastrophe : Georges rêve d’une fille facile, la Môme Crevette, qui fait irruption dans son appartement ; Marianne provoque l’apparition du Georges naïf et poétique dont elle était amoureuse. 
Deux Georges Feydeau évoluent donc dans le même lieu, le cynique stressé et l’amant confiant. Comble de malheur : surgit Hercule Chochotte, le secrétaire du théâtre qui exige l’acte final ainsi que la reine de Batavia, une majesté neurasthénique, qui veut que Feydeau lui apprenne à s’amuser. Le cauchemar commence.
D’un appartement à une ambassade parisienne, les portes claquent, les quiproquos s’enchaînent, les identités s’usurpent, les situations dérapent… Rires et surprises se succèdent jusqu’au vertige.
À la fin, au comble de la confusion, le spectateur découvre que tous les personnages se trouvaient en fait dans le cerveau de Georges Feydeau, lequel était devenu fou à la fin de sa vie.

## Commentaire
Fasciné par l’œuvre de Feydeau , Eric-Emmanuel Schmitt a écrit une comédie à la Feydeau sur Feydeau. Ainsi qu’il l’avait fait dans Le Libertin qui met en scène Denis Diderot, ou dans The Guitrys qui représente Sacha Guitry et Yvonne Printemps, il mélange pastiche et invention pour produire une « pièce hommage ».

## Analyse
Dans un essai sur Feydeau intitulé Des tragédies à l’envers (postface à Georges et Georges, Livre de poche, 2014), Eric-Emmanuel Schmitt montre que Feydeau, dont les pièces fascinent par leur construction, est surtout un déconstructeur, visant à produire du chaos, du bruit, du désordre. Ses ressorts comiques préfigurent la folie qui le détruisit. « La démence de Feydeau ne constitue pas un accident, elle affirme un destin. Sa vie autant que son œuvre se définit par la confusion à laquelle il tente de résister. » (p. 254).

## Fiche technique
- Mise en scène : Steve Suissa
- Décor : Stéfanie Jarre
- Lumières : Jacques Rouveyrollis
- Musique : Maxime Richelme
- Costumes : Pascale Bordet
- Assistante à la mise en scène : Stéphanie Froeliger

## Distribution
- Davy Sardou : Georges
- Alexandre Brasseur : le docteur Galopin
- Christelle Reboul : Marianne
- Véronique Boulanger : la reine de Batavia
- Zoé Nonn : la môme Crevette
- Thierry Lopez : Chochotte

## Éditions
Édition imprimée originale
- Éric-Emmanuel Schmitt, Georges et Georges, Paris, Librairie générale française, coll. « Le Livre de poche », 20 août 2014, 264 p., 18 cm (ISBN 978-2-253-18261-0).